# Сцифифора
Сцифифора (лат. Scyphiphora) — монотипный род растений подсемейства Ixoroideae семейства Мареновые (Rubiaceae).
Единственный представитель — Сцифифора гидрофилаксовая (лат. Scyphiphora hydrophyllacea).

## Ботаническое описание
Сцифифора представляет собой небольшое дерево высотой до 10 м или куст высотой до 2 м. Листья супротивные, гладкие, продолговатые овальные, могут быть кожистые или мясистые, длиной 4—9 см, шириной 2—5 см, заострённые к основанию и закруглённым концом. Длина черешков 1—2 см. Прилистники небольшие, до 3 мм, закруглённые, края покрыты частыми волосками, расположены между черешками листьев (интерпетиолярные). Четырёхчленные дихогамные цветки по 3—7, реже до 13, собраны в соцветия. Длина лепестков 2—15 мм. Прицветнички отсутствуют. Цветоножка отсутствует или незаметна. Плоды зелёные, гладкие, длиной до 1 см, содержат до 4-х семян. Семена распространяются морскими течениями.

## Места произрастания
Ареал прстирается от Цейлона, юга Индии, Индокитая и Хайнаня на севере до Новой Каледонии, тропической Австралии и Соломоновых островов на юге, включая Малайский архипелаг и Филиппины. Произрастает в приливно-отливной зоне: на берегах илистых лагун и в мангровых болотах.